# Center (dzielnica Lublany)
Center (słoweń. centrum) – dzielnica Lublany, stolicy Słowenii. Leży w samym centrum miasta. Na terenie dzielnicy znajduje się Stare Miasto. Center stanowi centrum kulturalne i rozrywkowe miasta. Mają tu siedzibę: parlament, prezydent, niektóre ministerstwa, muzea, urzędy i inne. Dzielnicę zamieszkuje 23,706 mieszkańców, ale w dni robocze znajduje się tam około 100 000 ludzi, ponieważ około 50 000 osób pracuje w centrum, a na zajęcia przybywają także studenci. W sezonie letnim przyjeżdża także wielu turystów. Powierzchnia dzielnicy wynosi 5 km². 

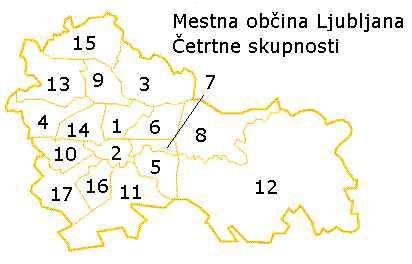
Dzielnice Lublany. Center oznaczony jest numerem 2

## Ważniejsze miejsca
- Ljubljanski Grad (Zamek)
- Slovenska Ulica
- Čopova ulica
- Cankarova ulica
- Kongresni trg
- Prešernov trg